# Chant séculaire
Vous lisez un « article de qualité » labellisé en 2019.
Le Chant séculaire ou Poème séculaire (en latin : Carmen saeculare) est un hymne religieux latin écrit par Horace à la suite d'une commande d'Auguste, puis chanté par un chœur mixte d'enfants ou d'adolescents à l'occasion des jeux séculaires de 17 av. J.-C. Il s'inscrit dans la tradition grecque du péan, chant d'action de grâce à Apollon, et dans les thèmes développés par les poètes de l'époque, en particulier de Virgile.
Le poème est une prière adressée à Apollon et à Diane, secondairement à Jupiter et Junon. Il appelle leur protection sur Rome et ses lois, leur demande de favoriser les naissances et de faire prospérer la descendance des Romains. Pour Horace, la ville retrouve effectivement prospérité et fécondité depuis qu'Auguste a pris le pouvoir et rétabli la paix. L'inscrivant dans la continuité d'Énée et Romulus, le poète s'attache alors à célébrer le règne augustéen, qui constitue une nouvelle ère et assure l'avenir de Rome.
La commande de ce poème a constitué un tournant dans la carrière d'Horace : elle l'a fait revenir à la poésie lyrique et l'a élevé au rang de poète national.

## Histoire du texte

### Une œuvre de commande: les jeux séculaires de 17av. J.-C.
Après son retour d'Orient en 19 av. J.-C., Auguste établit des lois sur la famille et le célibat, puis fait célébrer des jeux séculaires en 17 av. J.-C. Ces célébrations sont censées avoir lieu à chaque siècle, c'est-à-dire tous les cent ou cent dix ans, mais il est bien difficile de trouver des précédents suffisamment nombreux et assurés pour parler d'une tradition réellement vivace : des jeux sont célébrés en 348, puis en 249 av. J.-C. pendant la première guerre punique avec composition et représentation d'un chant séculaire, enfin une dernière fois en 149 ou 146. Mais le terme de « séculaire » s'interprète ensuite plus vaguement au sens d'« époque » ; les jeux en viennent à marquer un changement d'époque, l'ouverture d'une nouvelle ère. Aussi, au cours de l'année 18 av. J.-C., un collège de prêtres appelés quindecemviri sacris faciundis parcourt à nouveau les livres sibyllins : ils retrouvent la trace des premiers jeux officiels de 348, trouvent aussi deux cérémonies en 236 et 126 qui pourraient avoir connu un cérémonial proche, et concluent que de 348 à 17 on peut compter trois siècles de cent dix ans.

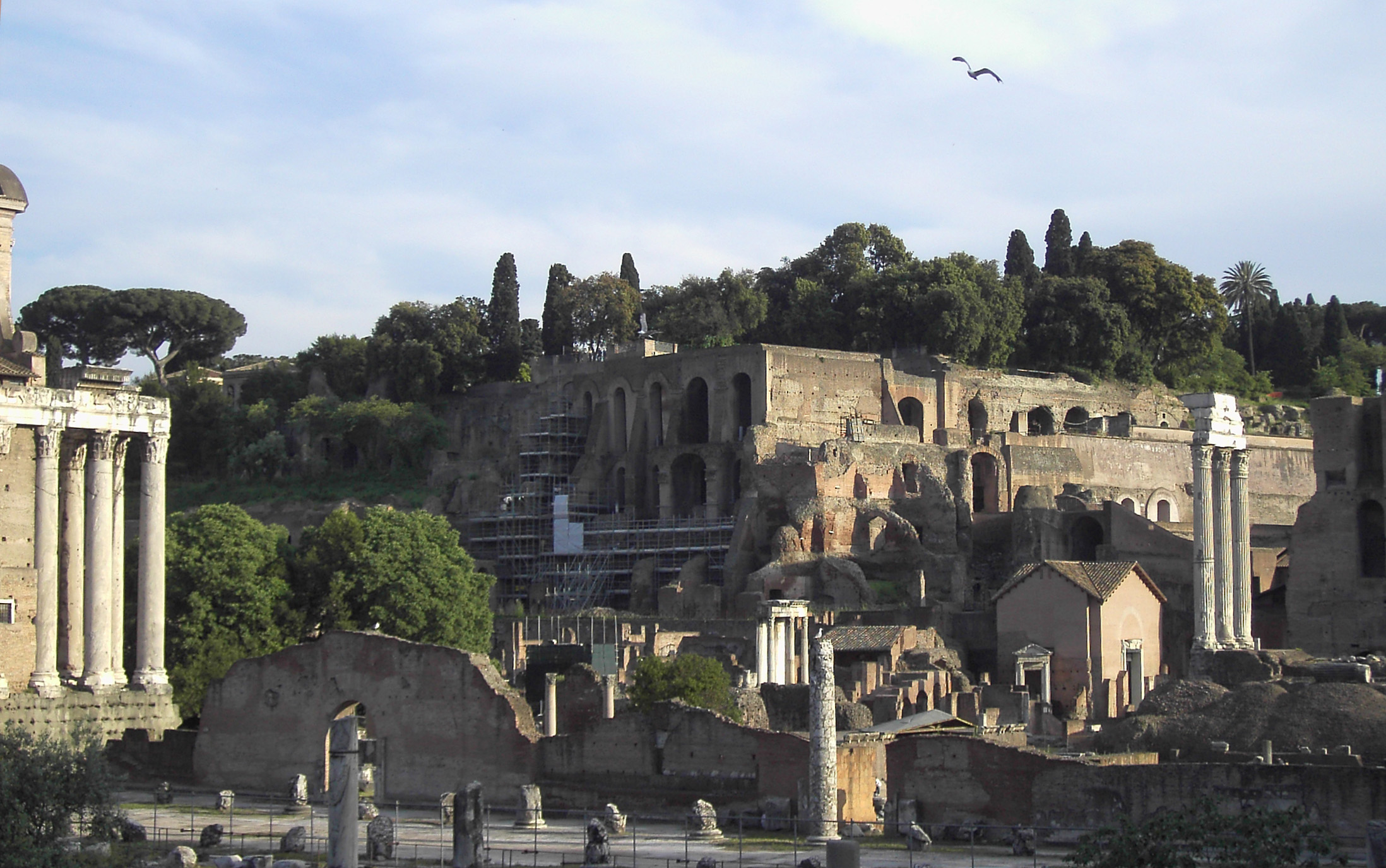
Le mont Palatin vu du forum de Rome.

Le déroulement des jeux de 17 nous est connu par des descriptions de Phlégon et Zosime, ce dernier transmettant l'oracle sibyllin instituant le rituel et composé ad hoc. Ces informations sont complétées par un document épigraphique, le commentarium ludorum saecularium, sorte de procès-verbal des cérémonies, qui est la seule mention ancienne du nom d'Horace. À l'origine, les célébrations, dédiées à Dis Pater et Proserpine, sont célébrées durant trois nuits ; à l'époque d'Auguste, les quindecemviri ajoutent des cérémonies diurnes. Au cours de la première nuit, du 31 mai au 1er juin 17 av. J.-C., Auguste et Agrippa sacrifient aux Moires au bord du Tibre ; la journée qui suit voit un sacrifice à Jupiter sur le Capitole. Pendant la deuxième nuit, des cadeaux sont offerts à Ilithyie, et, dans la journée, un sacrifice est offert à Junon sur le Capitole. Enfin, la troisième nuit, une truie est immolée à la Terre-Mère ; pendant la journée, c'est sur le Palatin que des offrandes sont faites à Apollon et Diane. C'est après la dernière offrande que le poème d'Horace est exécuté.
Le poème est commandé par Auguste qui avait « tant de goût pour les écrits [d'Horace], et les croyait si dignes de subsister éternellement, qu’il le chargea de composer le chant séculaire et de célébrer la victoire de ses beaux-fils, Tibère et Drusus, sur les Vindéliciens. »

### Représentation et publication
Le Chant séculaire est le seul poème latin représenté dont nous soient parvenues les conditions de représentations. Les actes de la cérémonie l'évoquent ainsi :
| Sacrificio perfecto puer. [X]XVII quibus denuntiatum erat patrimi et matrimi et puellae totidem carmen cecinerunt ; eo[de]m modo in Capitolio. Carmen composuit Q. Hor[at]ius Flaccus. | Le sacrifice accompli, vingt-sept garçons, dont on savait qu'ils avaient encore leur père et leur mère, et autant de jeunes filles chantèrent le poème, et de nouveau sur le Capitole. Le poème fut composé par Q. Horatius Flaccus. |

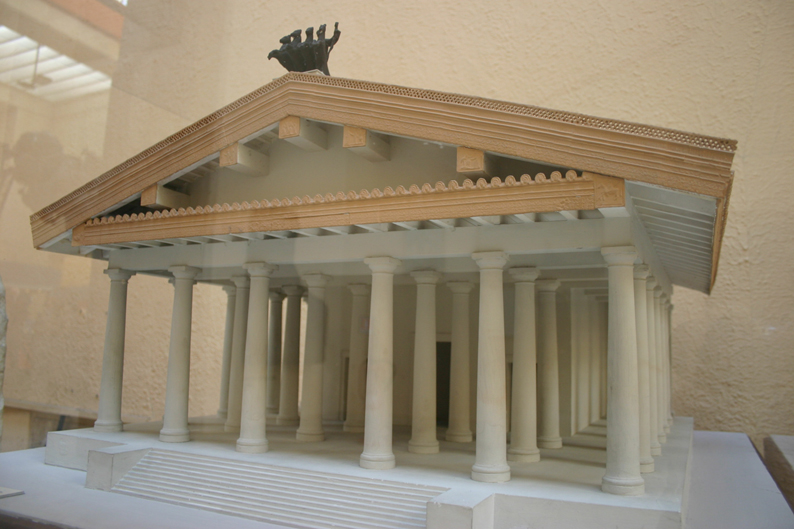
Reconstitution du temple de Jupiter capitolin devant lequel le Chant séculaire a été représenté.

Le poème est donc récité par un chœur mixte, ce qui est très rare dans la tradition grecque, et l'oracle sibyllin suggère que certaines parties au moins n'étaient pas chantées ensemble par les garçons et les jeunes filles. Les tentatives d'attribution de tels ou tels vers à l'un et l'autre chœur ont été nombreuses et leurs résultats variés, même s'il semble acquis que les strophes 1, 2 et 19 doivent être chantées par les cinquante-quatre enfants ensemble. La distribution le plus récemment proposée est la suivante :
- Chœur complet : strophes 1, 2 et 19 ;
- Chœur de garçons : strophe 3 ; vers 33 et 34 de la strophe 9 ; strophes 10 à 14, puis 16 et 17 ;
- Chœur de jeunes filles : strophes 4 à 8 ; vers 35 et 36 de la strophe 9 ; strophes 15 et 18.

Le poème est récité deux fois : d'abord devant le temple d'Apollon Palatin, qu'Horace prend soin de mentionner au vers 65, puis devant le temple de Jupiter capitolin ; le texte lui-même reflète ce mouvement, puisqu'il se finit, après les invocations à Apollon, par un appel à Jupiter. L'exécution du poème se déroule après que l'ensemble des prières et des sacrifices ont été accomplis ; il ne fait effectivement pas partie intégrante du rite et il semble qu'il s'agisse là d'une innovation majeure : le poème n'a pas de fonction religieuse, il ne fait que conclure les cérémonies en soulignant l'esprit qui s'en dégage.
Le poème est certainement publié à part, indépendamment des Odes, et gravé, à une date indéterminée après la tenue des jeux.

### Structure et résumé
Le poème est constitué de dix-neuf strophes sapphiques, soit 76 vers : c'est la forme la plus simple parmi les treize mètres employés par Horace dans ses poèmes lyriques. D'une manière générale, la langue du Chant séculaire est effectivement plutôt simple : cette facilité est appropriée aux jeunes récitants qui devaient prononcer le poème.
Jacques Perret propose d'en éclairer la structure avec le découpage suivant :
- trois strophes à Apollon et Diane ;
- cinq strophes (vers 13 à 32) aux divinités nocturnes (Ilithyie ou Lucine, Parques, Tellus) ;
- une strophe (33 à 36) à Apollon et Diane ;
- six strophes (37 à 60) aux divinités capitolines (rappel du voyage d'Énée, des victoires d'Auguste et du renouveau moral qu'il a apporté) ;
- trois strophes (61 à 72) à Apollon et Diane ;
- une strophe (73 à 76) à « Jupiter et tous les dieux ».

Eduard Fraenkel, s'inspirant en cela de Johannes Vahlen et de Theodor Mommsen, et suivi par Teivas Oksala, propose quant à lui de partager le texte en deux moitiés constituées chacune de trois groupes de trois strophes appelés triades, excluant ainsi la dernière strophe qui servirait alors d'épilogue ; la première moitié traiterait des « conditions physiques du bonheur de Rome », tandis que la seconde s'attacherait plutôt aux aspects moraux et politiques de la prospérité de la ville :
- une triade (vers 1 à 12) à Apollon, à Diane et au Soleil ;
- une triade (13 à 24) qui célèbre le mariage et les naissances ;
- une triade (25 à 36) aux Parques, à la Terre-Mère et de nouveau à Apollon et Diane ;
- une triade (37 à 48) évoque les mythes d'Énée et de Romulus ;
- une triade (49 à 60) appelle la bénédiction sur Auguste et relate ce qu'il a déjà réussi ;
- une triade (61 à 72) exprime la confiance des Romains en la bienveillance des dieux ;
- dans la dernière strophe (73 à 76), les jeunes choristes reprennent l'expression de cette confiance à la première personne.

Enfin, pour Michael Putnam, la neuvième strophe est le pivot du texte : la nouvelle mention d'Apollon et de Diane permet de revenir au thème initial et partage en deux le poème.

### Sources
Le Chant séculaire se place dans la tradition du péan, genre poétique grec d'essence religieuse, dont il est la première imitation en latin. C'est un éloge et une invocation d'Apollon et, dans une moindre mesure, d'Artémis, où sont aussi présents de nombreuses autres divinités. Il présente des thèmes récurrents : prophétie, justice divine, rituels et sacrifices. D'une forme métrique complexe, il est chanté et dansé à l'occasion de fêtes religieuses (tempore sacro (« à la date sacrée »), le plus souvent par des jeunes hommes. Le genre avait atteint son apogée avec Pindare au Ve siècle av. J.-C. : le péan 6 a pu inspirer l'image d'Apollon, dieu moins violent que protecteur, donnée par le Chant séculaire ; d'une manière plus globale, le mouvement du Chant (recours à un mythe fondateur de la cité pour célébrer les accomplissements du héros) suit le modèle de la majorité des épinicies de Pindare.
Dans la littérature latine, Catulle peut apparaitre comme un modèle d'Horace : le poème 34 est un hymne à Diane où la déesse est présentée, comme dans le Chant séculaire, comme gardienne des bois, patronne des naissances et associée à la fondation de Rome. Le poème d'Horace célèbre également l'âge d'or prophétisé par Virgile dans sa quatrième bucolique en 40 av. J.-C., inspiration que rappellent des similitudes stylistiques nombreuses. De Virgile également, la prière d'Énée à Apollon et Diane a certainement inspiré la prière horatienne. Enfin, une élégie de Tibulle appelle Apollon à accepter Messalinus, le fils de son patron, parmi les quindecemviri sacris faciundis ; précédant Horace, Tibulle situe sa prière devant le temple d'Apollon et utilise aussi la figure d'Énée.
Une autre hypothèse, invérifiable, imagine que le Chant séculaire s'inscrit aussi dans une tradition romaine de rituels festifs à dominante chthonienne et apotropaïque.

## Un hymne religieux

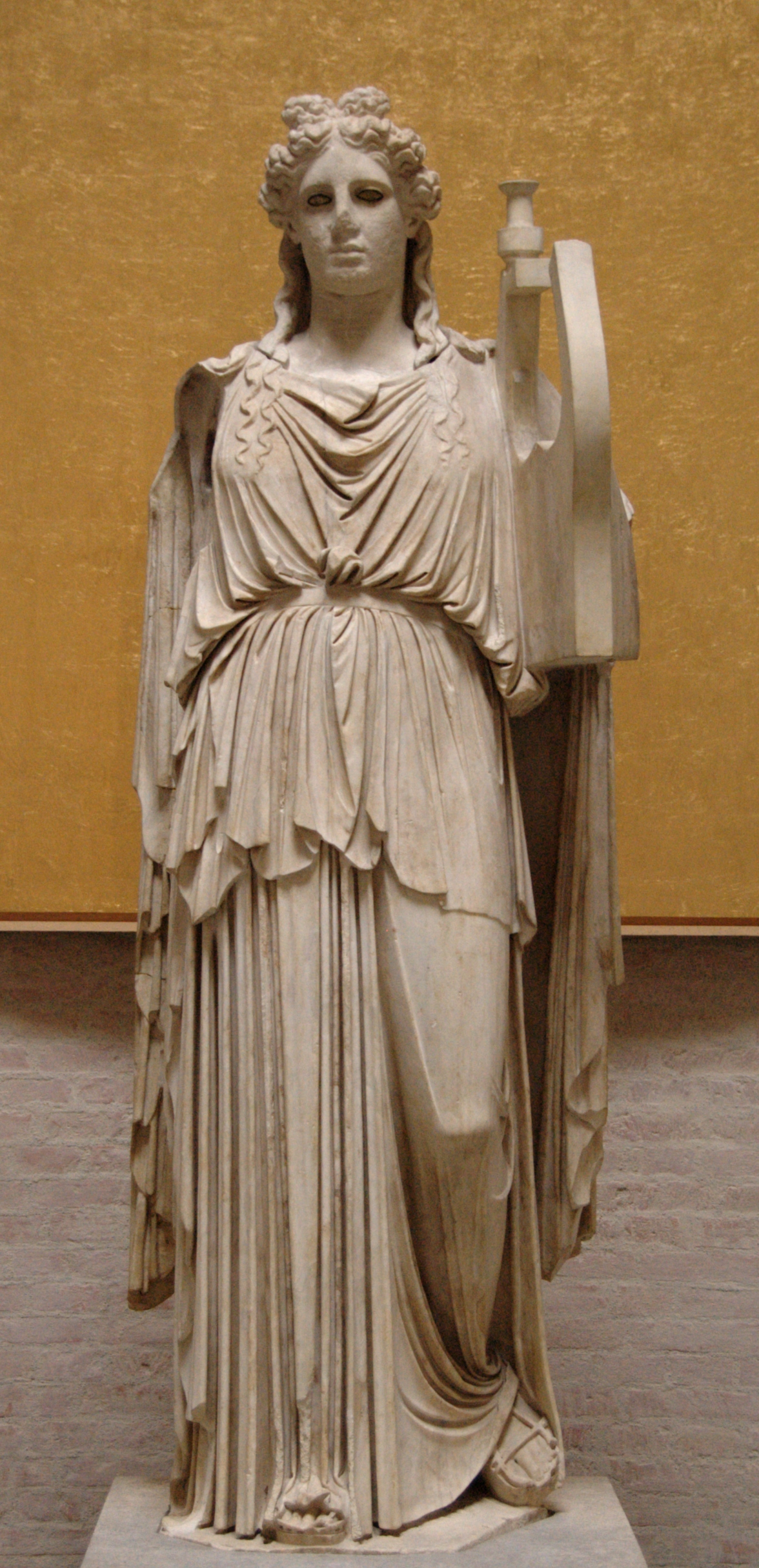
Apollon dit « Barberini », copie possible de la statue cultuelle du temple d'Apollon Palatin, devant lequel le Chant séculaire a été récité ; Ier siècle ou IIe siècle, glyptothèque de Munich.

Le terme latin carmen, apparenté au verbe cano (« je chante »), désigne à la fois un poème, un chant, une incantation et une parole magique, ou un enchantement : tous ces aspects se trouvent effectivement dans le poème. La prééminence des modes impératif et subjonctif confirme l'intention générale du texte : c'est une prière de demande et de souhait. 
Le poème présente un certain équilibre entre les séries divines (Apollon et Diane, divinités palatines et divinités nocturnes) qui est différent de l'importance relative qu'elles avaient dans la liturgie des jeux séculaires (trois nuits pour les divinités nocturnes, une journée pour les dieux palatins).

### Divinités lumineuses
Apollon et Diane occupent dans le poème une place de premier choix : nommés au début et à la fin, mais aussi tout au long du poème, ils l'encadrent et le structurent. L'aspect lumineux des deux divinités est d'abord présent dans les noms par lesquels Horace choisit de les désigner (Phébus, c'est-à-dire « le brillant » ; Diane formé sur la racine signifiant « le jour, la lumière », également appelée Lune et Lucine, sur la racine de lux (« la lumière ») ; il est renforcé par l'emploi de plusieurs expressions : lucidum caeli decus (« parure lumineuse du ciel ») ; curru nitido (« sur ton char brillant ») ; ter die claro (« pendant trois jours radieux ») ; fulgente arcu (« son arc brillant »),. Si Auguste a décidé de renoncer à une tradition de rituels très nocturnes et tournés vers les divinités infernales en équilibrant les cérémonies de jour et de nuit, Horace va plus loin en privilégiant très nettement les divinités célestes et lumineuses : la nuit elle-même n'est mentionnée qu'une fois.

#### Apollon
La plupart des attributions d'Apollon sont évoquées dans le poème, mais avec des importances inégales et inattendues. Deux aspects habituellement majeurs sont ici minorés : le rôle d'Apollon comme guerrier, car Horace souhaite célébrer l'ouverture d'une ère de paix ; et celui de guérisseur, pourtant souvent présent dans la tradition grecque du péan. À l'inverse, Apollon a une place particulière dans les jeux séculaires : il n'est pas seulement un des dieux célébrés lors de ces fêtes, il est aussi le « maitre d'œuvre de toute la cérémonie », un médiateur entre les prières des hommes et les dieux auxquels elles sont destinées. Horace montre ainsi son attachement à une fonction essentielle d'Apollon, en se plaçant sous le patronage d'un dieu qui est aussi celui des poètes : « le dieu prophète, paré de son arc brillant, fêté des neuf Camènes ».

#### Diane

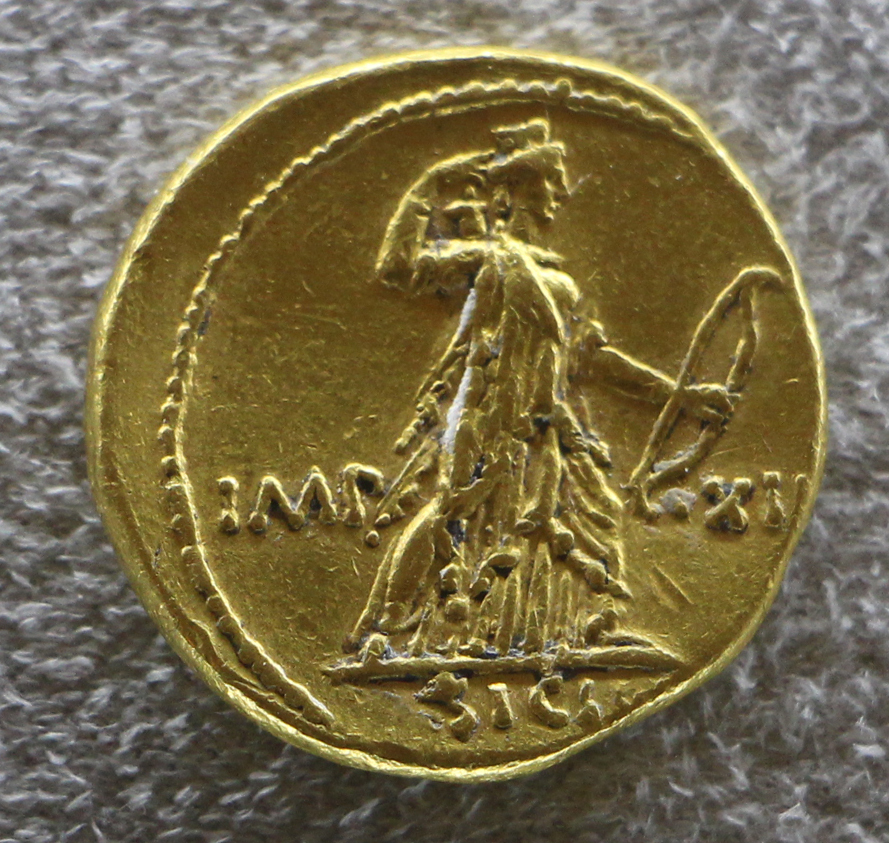
Diane sur une pièce d'or de l'époque d'Auguste, musée archéologique national de Florence.

Le rôle de Diane comme « reine des forêts » est bien vite négligé pour une focalisation sur sa fonction de protectrice des femmes, épouses et mères, et des naissances. Diane est identifiée à la déesse Ilithyie, protectrice de l'enfantement, puis à son équivalent latin Lucine, et qualifiée de manière inédite de « Genitalis ». Par ces dénominations, Horace insiste sur le rôle de Diane dans la régénération apportée par les jeux séculaires, qui ouvrent une nouvelle ère.

#### Le Soleil
De la même manière que Diane est associée à la lune, Apollon est souvent associé au Soleil, parfois jusqu'à l'identification entre les deux divinités. Cette identification, si elle est parfois admise, reste inacceptable pour la plupart des chercheurs qui lui préfèrent une relation lâche et mal précisée entre les deux divinités. La présence du Soleil, « nourricier », qui est à la fois « nouveau et pareil », nourrit l'atmosphère lumineuse qui irrigue le poème.

### Autres divinités

#### Jupiter et Junon
Si les principales divinités capitolines, Jupiter et Junon, n'occupent qu'une place secondaire dans le poème, leur prééminence y est cependant confirmée ; ce sont eux qui sont à l'origine de la fondation de Rome. C'est Jupiter qui donne au monde son organisation politique. Mais loin d'abuser de son pouvoir, Jupiter en use avec tempérance et équité.

#### Les Parques
Les Parques comme déesses des destins remplacent les Moires présentent dans l'oracle sibyllin et les actes des jeux. Elles unissent le passé et le présent ; elles n'apparaissent pas comme des divinités autonomes, mais comme les exécutantes des desseins des dieux. D'autre part, une étymologie transmise par Aulu-Gelle rapproche leur nom de partus (« accouchement ») : les Parques intègreraient ainsi l'ensemble des divinités évoquées dans le poème liées à l'enfantement.

#### Divinités nourricières

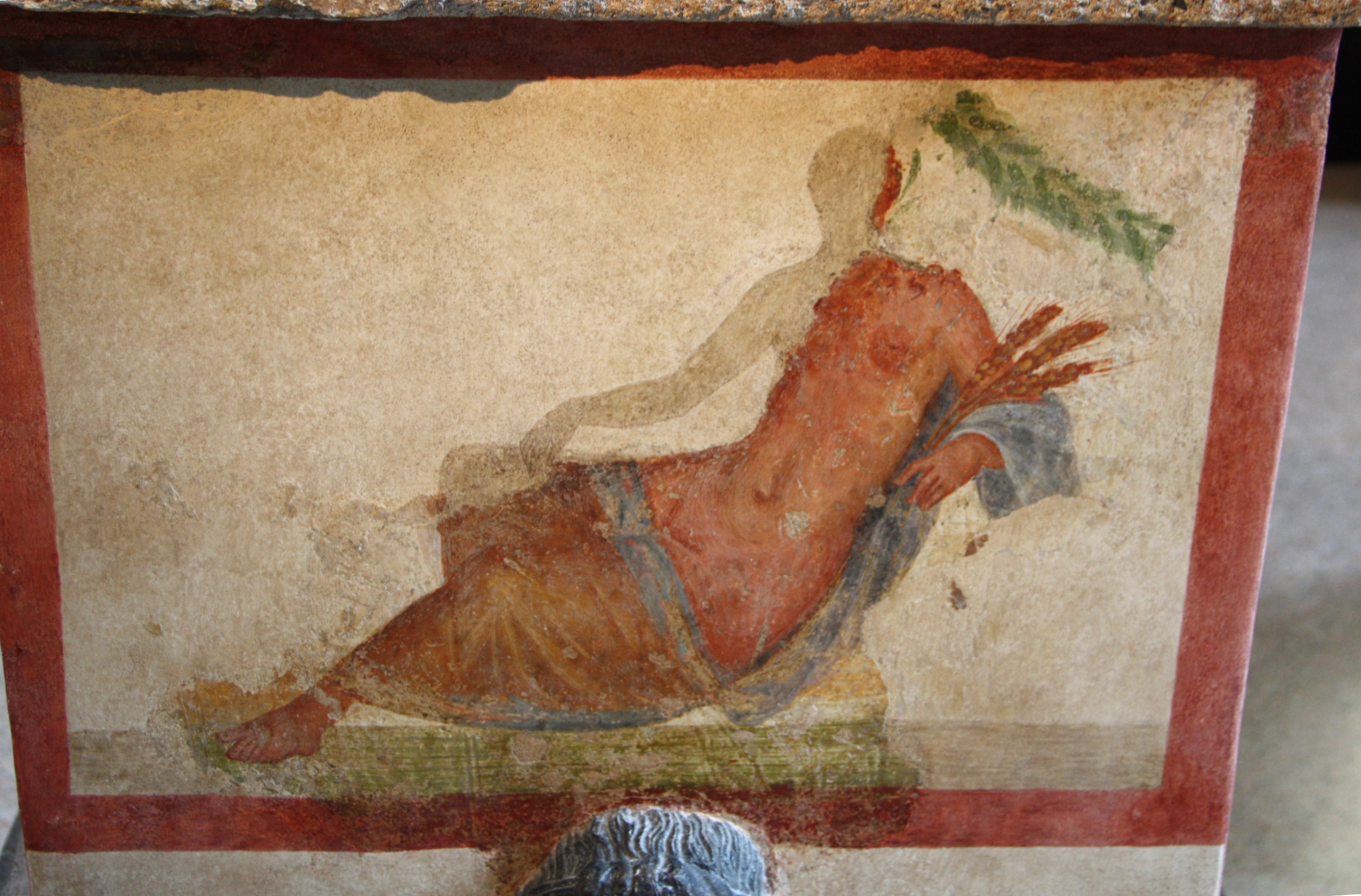
Cérès, fresque sur un autel romain ; Musée archéologique de Milan.

La neuvième strophe est consacrée à trois divinités qui symbolisent la fécondité dans son aspect agricole. La Terre Mère (Terra Mater dans le commentarium) est révérée sous le nom de Tellus. Le poète se tourne ensuite vers Cérès. Enfin, Jupiter est mentionné comme maitre des éléments, celui qui arrose les cultures et leur permet de croitre.

## Un poème politique

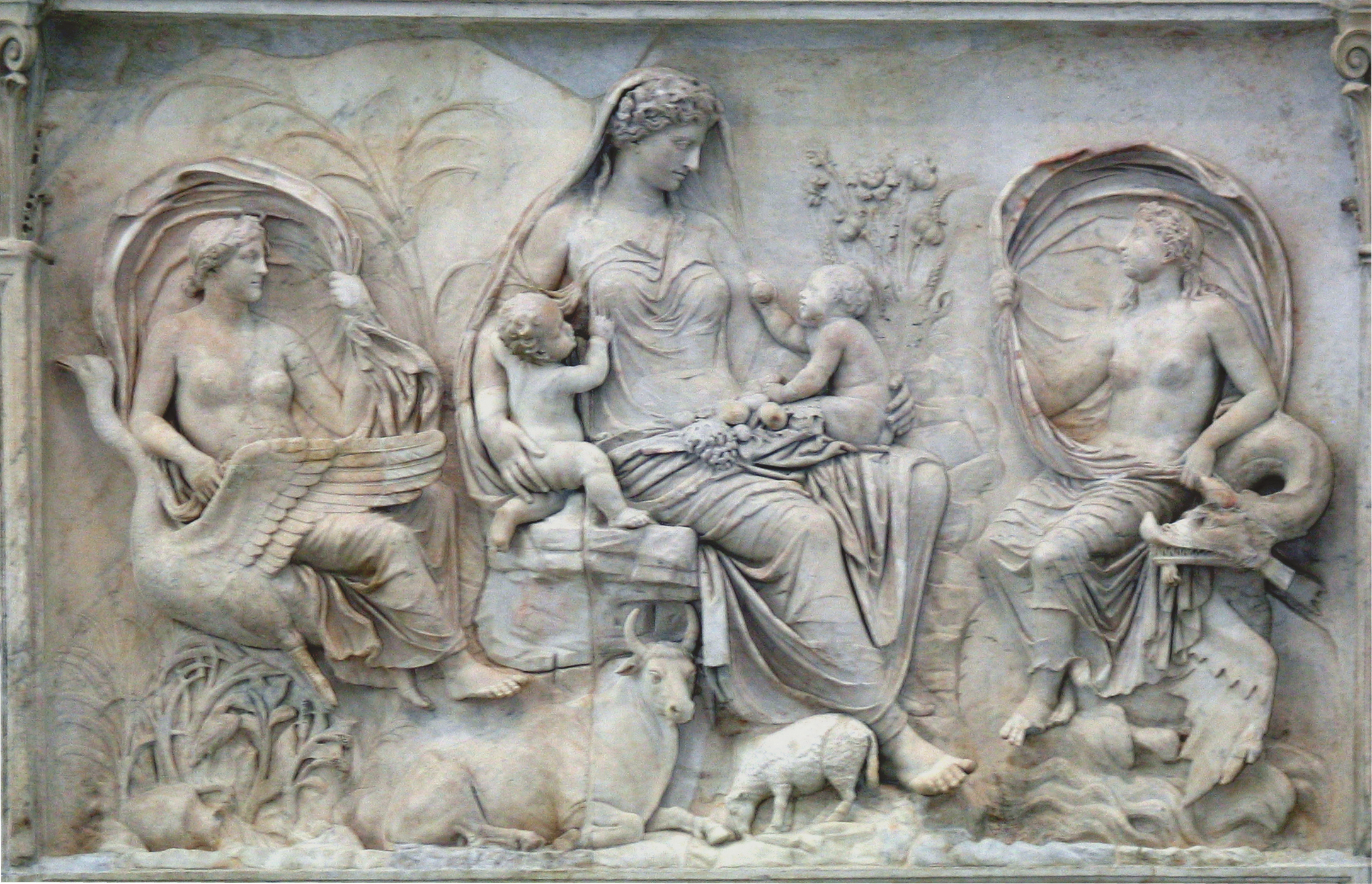
Tellus, la Terre, mère fertile des moissons et du bétail, entourée de deux allégories, probablement les vents ; Ara Pacis, façade orientale, Rome, entre 13 et 9 av. J.-C.

Si Auguste est relativement discret dans le poème, n'étant mentionné que par la périphrase « le descendant illustre d'Anchise et de Vénus », le Chant séculaire n'en est pas moins une célébration de la nouvelle ère que constitue son règne. Il célèbre le pouvoir d'une manière générale : celui de la sibylle et de ses vers ; celui du Destin qui a conduit Énée en Italie ; celui des dieux ; celui des choristes ; celui, magique, des mots du poète ; et bien sûr le pouvoir d'Auguste.

### Célébration de l'ère augustéenne
Auguste avait promulgué des lois qui encourageaient le mariage et les enfants légitimes, et prétendaient combattre le célibat. Horace rappelle à l'auditeur ces lois récentes (« [Diane], fais prospérer les décrets des Pères ») en insistant sur les compétences de Diane comme protectrice des naissances. Cette nouvelle législation garantit l'émergence des générations futures et inscrit ainsi Rome dans l'éternité.
Les récentes victoires militaires d'Auguste sont rappelées par plusieurs noms de peuples et toponymes. La crainte qu'inspire Rome s'étend désormais sur le monde entier :
| Iam mari terraque manus potentis Medus Albanasque timet securis ; iam Scythae responsa petunt, superbi nuper et Indi. | Déjà le Mède craint le bras [d'Auguste], puissant sur mer et sur terre, et les haches albaines ; déjà les Scythes et, orgueilleux naguère, les Indiens viennent le consulter comme un oracle. |

Ces vers rappellent que les aigles romaines perdues à la bataille de Carrhes avaient été rendues par les Parthes (confondus ici avec les Mèdes) en 20 av. J.-C. Ils font aussi allusion aux ambassades envoyées à Auguste par des rois de l'Inde en 26 ou 25 et en 20 av. J.-C., et par les Scythes à la même époque, qui témoignent ainsi de la divinité et de la puissance civilisatrice de l'empereur.
Cette image d'une Rome belliqueuse est cependant tempérée de deux manières. D'une part, suivant en cela la tradition grecque, Horace présente Rome comme une cité dominant le Latium, non comme un empire conquérant, ignorant ainsi le thème de l'Italie cher à Auguste. D'autre part, le poète met en valeur la nouvelle ère de paix, dans la lignée de l’Énéide publiée peut-être en 19 av. J.-C., et les vertus qu'elle apporte : « déjà la Bonne Foi, la Paix, l'Honneur, la Pudeur antique et la Vertu délaissée osent revenir. »
Le règne d'Auguste rend la terre fertile (« feraci »), élément important du processus de régénération :
| Fertilis frugum pecorisque Tellus spicea donet Cererem corona ; nutriant fetus et aquae salubres et Iouis aurae. | Que la Terre, mère fertile des moissons et du bétail, décore Cérès d'une couronne d'épis ; que les eaux et les souffres salubres de Jupiter nourrissent ce qu'elle enfante. |

Cette strophe associe la Terre-mère à un Jupiter vu comme père. Apollon et Diane trouvent également leur place dans cette thématique, en tant que Soleil et Lune, nécessaires à la production agricole. La nouvelle ère est celle de « la bienheureuse Abondance avec sa corne pleine ».

### Une nouvelle ère pour l'éternité
La figure de Diane comme protectrice des naissances montre l'importance du thème de la régénération. Une nouvelle ère s'est ouverte avec l'accession d'Auguste au pouvoir. C'est que les jeux séculaires célèbrent le changement d'époque et associent des rites de purification qui permettent d'enterrer le passé à des célébrations plus « lumineuses » destinées à attirer la faveur des dieux sur l'avenir de la Cité. Dans le poème, pourtant, Horace ne mentionne qu'en passant les « aimables nuits » dont l'atmosphère devait plutôt être un peu oppressantes ; les évènements sombres du passé (lutte de Rome pour sa survie, aux temps anciens, et, récemment, les guerres civiles) sont complètement ignorés. Le poète ne chante que l'espérance et la ville est célébrée dans une histoire mythique centrée sur le personnage d'Énée.

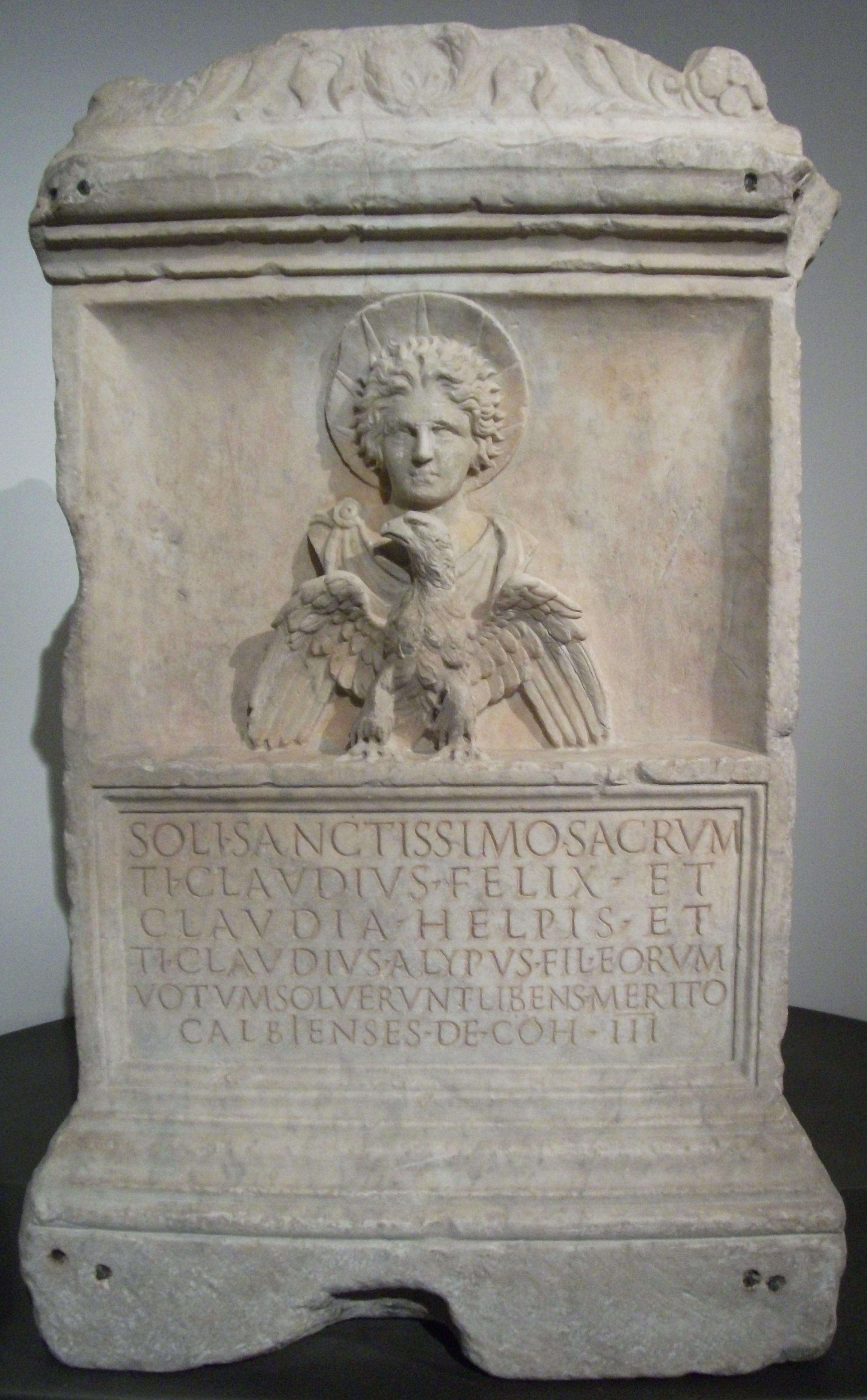
Soleil nourricier, musées du Capitole.

De fait, le poète inscrit son chant dans une longue histoire cyclique qui part de la chute de Troie, témoignant ainsi de la grande influence de la toute récente Énéide ; il suit Énée jusqu'à son arrivée en Italie, son voyage constituant un « chemin de liberté » ; le héros est aussi pur que les enfants qui le chantent. Le concentré d'histoire mentionne ensuite brièvement Romulus avant de faire apparaitre Auguste dans sa généalogie illustre : Horace associe ainsi étroitement la ville et son maitre actuel. Les obligations dues aux dieux sont transmises par les livres sibyllins.
Mais le poème se tourne aussi vers l'avenir (de nombreux mots du poème comportent le préfixe pro- (« en avant, vers l'avant ») et évoque la tenue des prochains jeux séculaires. Les jeux actuels sont la promesse d'une stabilité à laquelle la poésie n'est pas étrangère : le Chant séculaire aussi survivra. L'avenir est placé entre les mains d'Apollon et l'ère nouvelle inscrit Rome dans l'immortalité des dieux.

## Postérité

### LeChant séculairedans la carrière d'Horace
Horace, blessé par le succès mitigé rencontré par ses trois premiers livres d’Odes publiés en 23 av. J.-C., s'était promis de ne plus produire de poésie lyrique : « Aujourd'hui donc je laisse là les vers et tous les jeux futiles. » Il est donc probable que, sans la commande du Chant séculaire, Horace n'aurait pas composé le quatrième livre d’Odes qui parait quelques années plus tard. Une ode publiée en 23 av. J.-C. montre qu'Horace était déjà familier du genre actualisé dans le Chant séculaire : elle enjoint à de « jeunes vierges » de chanter Diane et à de jeunes garçons de célébrer Apollon. La commande du chant séculaire n'en constitue pas moins un tournant dans la carrière d'Horace : le poète apparait dans ses productions ultérieures comme plus confiant, et prend désormais en compte la dimension chorale que peut prendre la poésie lyrique.
Dans le quatrième livre des Odes, publié quelque cinq ans après les Jeux séculaires, Horace fait deux allusions à son Chant séculaire. Il témoigne de la gloire que lui a donnée la récitation publique, et qui a fait de lui un poète national :
| […] quod monstror digito praetereuntium Romanas fidicen lyrae. | […] que le doigt des passants me montre comme celui qui fait vibrer les cordes de la lyre romaine. |

La référence au Chant séculaire est beaucoup plus directe dans le sixième poème du même livre, qui est lui aussi une ode en strophes sapphiques adressée à Apollon ; il se conclut ainsi :
| Nupta iam dices : « Ego dis amicum, saeculo festas referente luces, reddidi carmen docilis modorum uatis Horati. » | Une fois mariée, tu diras, jeune fille : « J'ai, moi, lorsque le siècle ramenait ses jours de fête, redit un chant aimé des dieux, docile aux cadences d'Horace, le poète inspiré. » |

À la fin de sa carrière, Horace revient une dernière fois sur l'expérience unique qu'a constitué dans sa vie la composition et la représentation du Chant séculaire et résume le rôle du poète dans la cité :
| Castis cum pueris ignara puella mariti disceret unde preces, uatem ni Musa dedisset ? Poscit opem chorus et praesentia numina sentit, caelestis implorat aquas docta prece blandus, auertit morbos, metuenda pericula pellit, impetrat et pacem et locupletem frugibus annum ; carmine di superi placantur, carmine Manes. | De qui les jeunes garçons purs, les jeunes filles encore ignorantes du mariage apprendraient-ils les prières, si la Muse ne leur eût donné le chanteur inspiré ? Le chœur invoque l'aide des dieux et sent leur présence secourable ; par les doux accents de la prière enseignée il implore les eaux du ciel, détourne les maladies, écarte les dangers à craindre, obtient la paix et une année riche en moissons ; par la poésie on apaise les dieux, on apaise les divinités infernales. |

D'une manière générale, quatre des quinze poèmes du quatrième livre d’Odes ont pour sujet Auguste et sa famille ; cette importance de l'éloge politique est inédite dans les œuvres précédentes d'Horace : le Chant séculaire a bien constitué un tournant dans son inspiration.

### Mentions ultérieures
À l'instar de nombreux autres poèmes d'Horace, des témoignages de différentes époques montrent que le Chant séculaire a continué à être lu depuis sa création. Il est cité par quelques grammairiens de l'Antiquité tardive et imité par Conrad Celtis, qui compose pour l'an 1500 un Chant séculaire en latin.
Le poème a été mis en musique au moins deux fois :
- du Moyen Âge nous est parvenue une notation neumatique du Chant séculaire[60] ;
- le 26 février 1779 est créé au Freemasons' Hall de Londres, puis représenté au palais des Tuileries le 19 février 1780, le Poëme séculaire d'Horace, mis en musique par A. D. Philidor, avec la traduction française (en prose) du P. Sanadon (publié à Paris chez Prault en 1780).

Voltaire juge « que le poème séculaire d'Horace est un des plus beaux morceaux de l'Antiquité. »
Le Chant séculaire n'échappe pas à la récupération des œuvres d'Horace par l'Italie fasciste ; l'identification de Mussolini à Auguste se retrouve dans divers ouvrages de l'époque, dont La politica sociale di Mussolini e il Carmen Saeculare di Orazio d'E. De Carlo. Un philologue de l'époque, Enrico Rostagno, assure que le souhait d'Horace (« puisses-tu ne rien visiter de plus grand que la ville de Rome ») a été réalisé par Mussolini.